# The Cross
The Cross va ser una banda de rock anglesa liderada per Roger Taylor, conegut per ser el bateria de Queen. La banda va estar activa des de 1987 fins al 1993, coincident durant anys amb el projecte de Queen, i publicant en aquest període tres àlbums d'estudi.
Roger Taylor deixa la bateria i lidera la banda com a guitarrista rítmic i vocalista principal. En el seu llançament debut, la banda de rock clàssic incorpora influències de dansa que elimina als seus dos discs següents. La banda mai va gaudir de molt èxit comercial, però segueix mantenint un cert interès entre els aficionats de Queen i de Roger Taylor.

## Gires de concerts

### Shove It: 1988
| Data      | Ciutat      | País       | Lloc                      |
| --------- | ----------- | ---------- | ------------------------- |
| 19-2-1988 | Leeds       | Anglaterra | Leeds University          |
| 20-2-1988 | Glasgow     | Escòcia    | Glasgow University        |
| 21-2-1988 | Leicester   | Anglaterra | Leicester Polytechnic     |
| 23-2-1988 | Sheffield   | Anglaterra | Sheffield Polytechnic     |
| 24-2-1988 | Nottingham  | Anglaterra | Rock City                 |
| 26-2-1988 | Manchester  | Anglaterra | Manchester University     |
| 27-2-1988 | Bradford    | Anglaterra | Bradford University       |
| 28-2-1988 | Newcastle   | Anglaterra | The Mayfair               |
| 1-3-1988  | Southampton | Anglaterra | The Mayfair Suite         |
| 2-3-1988  | Cardiff     | Gal·les    | Cardiff University        |
| 4-3-1988  | Norwich     | Anglaterra | University of East Anglea |
| 5-3-1988  | Birmingham  | Anglaterra | The Hummingbird           |
| 6-3-1988  | Leeds       | Anglaterra | Leeds University          |
| 7-3-1988  | Bristol     | Anglaterra | Bristol Studio            |
| 9-3-1988  | Guilford    | Anglaterra | Guilford Guildhall        |
| 10-3-1988 | Londres     | Anglaterra | Town & Country Club       |
| 11-4-1988 | Bremen      | Alemanya   | Modernes                  |
| 12-4-1988 | Hamburg     | Alemanya   | Markthalle                |
| 13-4-1988 | Metropol    | Alemanya   | Berlin                    |
| 14-4-1988 | Munic       | Alemanya   | Theaterfabrik             |
| 16-4-1988 | Erlangen    | Alemanya   | E-Werk                    |
| 17-4-1988 | Frankfurt   | Alemanya   | Music Hall                |
| 18-4-1988 | Hanover     | Alemanya   | Capitol                   |
| 19-4-1988 | Esslingen   | Alemanya   | Club Music & Action       |
| 20-4-1988 | Mannheim    | Alemanya   | Capitol                   |
| 21-4-1988 | Dusseldorf  | Germany    | Tor 3                     |
| 23-4-1988 | Dortmund    | Alemanya   | Westfallenhalle II        |
| 24-4-1988 | Bonn        | Alemanya   | Biskuithalle              |

### Mad, Bad & Dangerous To Know: 1990
- 01/04/90: Festival For Life (Geneva, Suïssa)
- 21/05/90: Capitol (Hannover, Alemanya)
- 22/05/90: Biskuithallen (Bonn, Alemanya)
- 23/05/90: Blickpunktstudios (Dortmund, Alemanya)
- 24/05/90: Outpost (Göttingen, Alemanya)
- 26/05/90: Docks (Hamburg, Alemanya)
- 27/05/90: Max Music Hall (Kiel, Alemanya)
- 28/05/90: Metropol (Berlín, Alemanya)
- 29/05/90: De Melkweg (Amsterdam, Països Baixos)
- 30/05/90: Hugennottenhalle (Neu-Isenburg, Alemanya)
- 01/06/90: Ku Club (Ibiza, Espanya)
- 02/06/90: Ku Club (Ibiza, Espanya)
- 03/06/90: Bosenbachstadion (St. Wendel, Alemanya)
- 04/06/90: Serenadenhof (Nuremberg, Alemanya)
- 05/06/90: Akantz (Tuttlingen, Alemanya)
- 06/06/90: Alte Feuerwache (Mannheim, Alemanya)
- 07/06/90: PC69 (Bielefeld, Alemanya)
- 08/06/90: Theaterhaus Wangen (Stuttgart, Alemanya)
- 15/06/90: Donauinsel (Vienna, Alemanya)

### Blue Rock: 1991
- 03/10/91: Tavastia Club (Helsinki, Finlàndia)
- 05/10/91: Hagadal (Hultsfred, Suècia)
- 07/10/91: Konserthuset (Gothenburg, Suècia)
- 09/10/91: Music Hall (Hannover, Alemanya)
- 10/10/91: Rock Heaven (Herford, Alemanya)
- 11/10/91: Docks (Hamburg, Alemanya)
- 12/10/91: Astoria (Bremen, Alemanya)
- 13/10/91: Tempodrom (Berlín, Alemanya)
- 14/10/91: Freiheitshalle (Hof, Alemanya)
- 15/10/91: Circus Krone (Múnic, Alemanya)
- 16/10/91: Stadthalle (Memmingen, Alemanya)
- 18/10/91: Volkshaus (Zuric, Suïssa)
- 20/10/91: Schwarzwaldhalle (Appenweiher, Alemanya)
- 21/10/91: Maintauberhalle (Wertheim, Alemanya)
- 22/10/91: Stadthalle (Offenbach, Alemanya)
- 23/10/91: Philipshalle (Düsseldorf, Alemanya)
- 24/10/91: Stadthalle (Erlengen, Alemanya)
- 25/10/91: Festhalle (Dietenheim, Alemanya)
- 26/10/91: Sporthalle Birkelbach (Erntebrück, Alemanya)
- 27/10/91: Forum (Ludwigsburg, Alemanya)

## Discografia
- Shove It (1987)
- Mad, Bad and Dangerous to Know (1990)
- Blue Rock (1991)